# Kallaste (Muhu)
Koordinaten: 58° 40′ N, 23° 14′ O

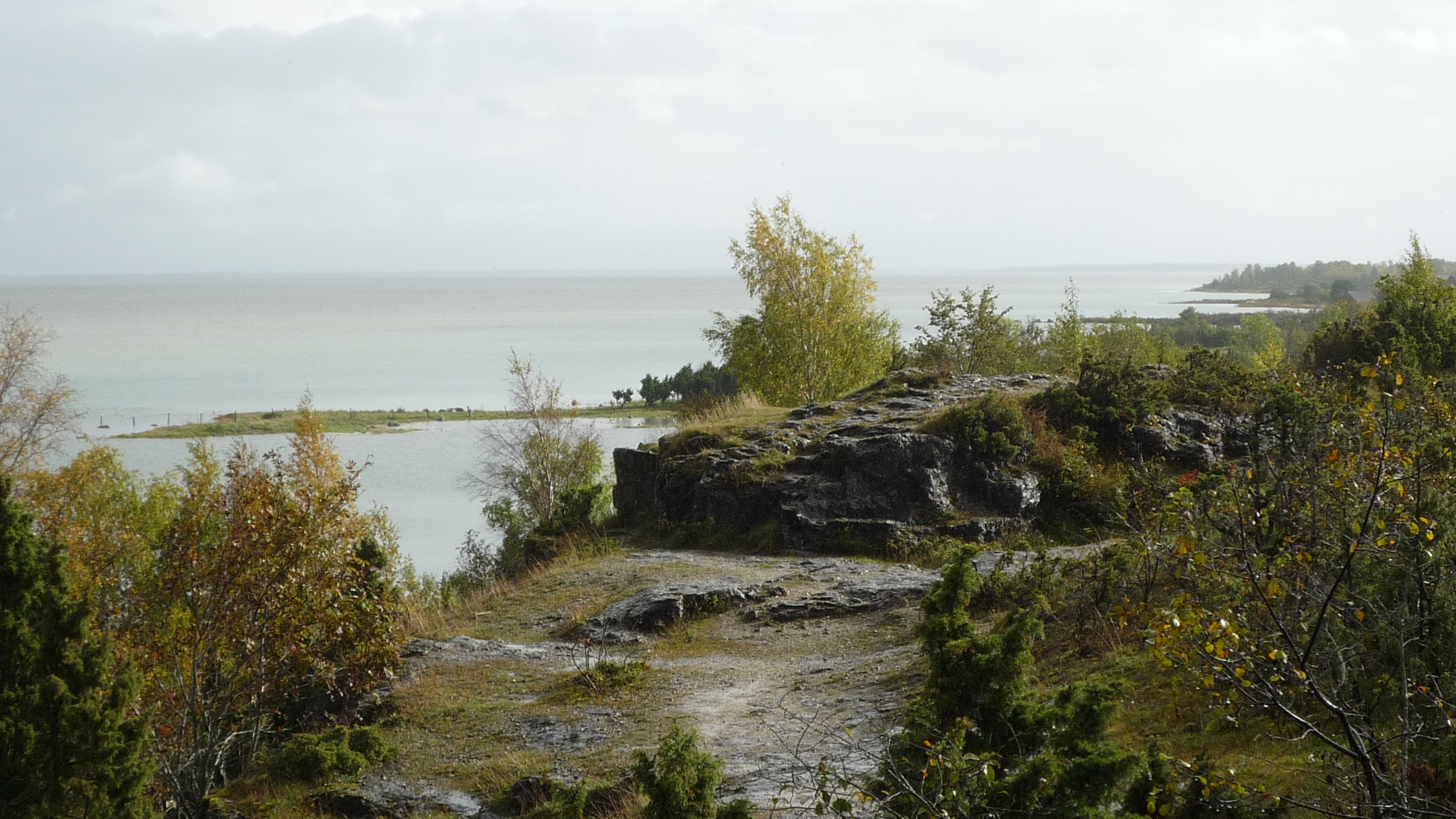
Die Ostsee bei Kallaste

Kallaste ist ein Dorf (estnisch küla) auf der drittgrößten estnischen Insel Muhu. Es gehört zur gleichnamigen Landgemeinde (Muhu vald) im Kreis Saare (Saare maakond).

## Einwohnerschaft und Lage
Der Ort hat 65 Einwohner (Stand 31. Dezember 2011). Er liegt an der Nordküste der Insel Muhu.
Beim Dorfkern befindet sich der 300 Meter lange Klint von Üügu (Üügu pank), der einen weiten Blick über die Ostsee bietet. Das Steilufer ist bis zu 5,5 Meter hoch. Die Umgebung mit ihrem moorigen Untergrund ist seit 1959 ein Landschaftsschutzgebiet mit einer Fläche von zehn Hektar.